# Wagner Pires de Almeida
1. WEITERLEITUNG Wágner Pires de Almeida